# وسیلیوکا
وسیلیوکا (به لاتین: Vasilivka) یک روستا در اوکراین است.